# Riacho Baião
Riacho Baião är ett periodiskt vattendrag i Brasilien. Det ligger i den östra delen av landet, 1 600 km nordost om huvudstaden Brasília.
Omgivningarna runt Riacho Baião är huvudsakligen savann. Runt Riacho Baião är det mycket glesbefolkat, med 7 invånare per kvadratkilometer.